# Cima della Bondasca
Cima della Bondasca lub Pizzi del Ferro to szczyt w paśmie Bergell, w Alpach Retyckich. Leży na granicy między Szwajcarią (Gryzonia), a Włochami (Lombardia). Pizzi del Ferro to nazwa grzbietu, który zamyka od północy dolinę Val del Ferro, na granicy Włoch i Szwajcarii. 
W grzbiecie tym wyróżnia się trzy szczyty:
1. Pizzo del Ferro occidentale (zachodni) - 3273 m
2. Pizzo del Ferro centrale (środkowy) - 3290m (znany jako Cima della Bondasca)
3. Pizzo del Ferro orientale (wschodni) - 3198m (znany jako Punta Qualido)